# Final de la FA Cup 2022-23
La Final de la FA Cup 2022-23 fue la 142.ª edición de la definición del torneo. La Final se disputó el 3 de junio de 2023 en el estadio de Wembley, conmemorando el centésimo aniversario del juego final de esta competencia en el antiguo Wembley. Los finalistas fueron el Manchester City y el Manchester United siendo la primera vez en la historia de la Copa que su duelo final es un derbi de Mánchester.

## Finalistas
En negrita, las finales ganadas.
| Equipos           | Finales jugadas anteriormente | Finales jugadas anteriormente |
| ----------------- | ----------------------------- | --- |
| Manchester City   | 11 (6)                        | 1903-04, 1925-26, 1932-33, 1933-34, 1954-55, 1955-56, 1968-69, 1980-81, 2010-11, 2012-13, 2018-19.                                                                                  |
| Manchester United | 20 (12)                       | 1908-09, 1947-48, 1956-57, 1957-58, 1962-63, 1975-76, 1976-77, 1978-79, 1982-83, 1984-85, 1989-90, 1993-94, 1994-95, 1995-96, 1998-99, 2003-04, 2004-05, 2006-07, 2015-16, 2017-18. |

## Sede de la Final
La final se jugó en el estadio de Wembley, de Londres, Inglaterra, Reino Unido, conmemorando 100 años de la primera final disputada en el viejo Wembley en 1923.
| Inglaterra              |         |         |         |
| Ciudad                  | Estadio |         |         |
| Londres                 | Wembley | Wembley | Wembley |
|                         |         |         |         |
| 90 000 espectadores     |         |         |         |
| Final de la FA Cup 2023 |         |         |         |

## Camino a la final
| Manchester City  | Manchester City | Manchester City | Eliminatoria     | Manchester United      | Manchester United | Manchester United |
| ---------------- | --------------- | --------------- | ---------------- | ---------------------- | ----------------- | ----------------- |
| Rival            | Resultado       | Resultado       | Fase             | Rival                  | Resultado         | Resultado         |
| Chelsea          |                 | 4–0             | Tercera ronda    | Everton                |                   | 3–1               |
| Arsenal          |                 | 1–0             | Cuarta ronda     | Reading                |                   | 3–1               |
| Bristol City     |                 | 0–3             | Octavos de final | West Ham United        |                   | 3–1               |
| Burnley          |                 | 6–0             | Cuartos de final | Fulham                 |                   | 3–1               |
| Sheffield United |                 | 3–0             | Semifinales      | Brighton & Hove Albion |                   | 0–0 (6:7 p.)      |

## Partido

### Ficha
| 18    | POR   | Stefan Ortega   |       |
| 2     | DEF   | Kyle Walker     | 90+5' |
| 3     | DEF   | Rúben Dias      |       |
| 25    | DEF   | Manuel Akanji   |       |
| 5     | MED   | John Stones     |       |
| 16    | MED   | Rodri           |       |
| 17    | MED   | Kevin De Bruyne | 76'   |
| 8     | MED   | İlkay Gündoğan  |       |
| 20    | DEL   | Bernardo Silva  |       |
| 10    | DEL   | Jack Grealish   | 89'   |
| 9     | DEL   | Erling Haaland  |       |
| D. T. | D. T. | Pep Guardiola   |       |

| 1     | POR   | David de Gea      |     |
| 29    | DEF   | Aaron Wan-Bissaka |     |
| 19    | DEF   | Raphaël Varane    |     |
| 2     | DEF   | Victor Lindelöf   | 83' |
| 23    | DEF   | Luke Shaw         |     |
| 18    | MED   | Casemiro          |     |
| 17    | MED   | Fred              |     |
| 8     | MED   | Bruno Fernandes   |     |
| 25    | MED   | Jadon Sancho      | 78' |
| 14    | MED   | Christian Eriksen | 62' |
| 10    | DEL   | Marcus Rashford   |     |
| D. T. | D. T. | Erik ten Hag      |     |

| 47 | Centrocampista | Phil Foden      | 76'   |
| 6  | Defensa        | Nathan Aké      | 89'   |
| 14 | Defensa        | Aymeric Laporte | 90+5' |

| 49 | Delantero      | Alejandro Garnacho | 62' |
| 27 | Delantero      | Wout Weghorst      | 78' |
| 39 | Centrocampista | Scott McTominay    | 83' |

| 1' · 51' | İlkay Gündoğan | 1:0 2:1 |

| 33' | Bruno Fernandes | 1:1 |

| 81' · 90' | Stefan Ortega Rodri |

| 45+4' · 79' | Aaron Wan-Bissaka Fred |

| Principal  | Paul Tierney |
| Asistentes | Neil Davies  |
|            | Scott Ledger |
| Cuarto     | Peter Bankes |

| VAR            | David Coote |
| Asistentes VAR | Simon Long  |

|                    |     |     |
| Tiros              | 11  | 13  |
| Tiros a puerta     | 5   | 3   |
| Faltas             | 12  | 11  |
| Saques de esquina  | 3   | 3   |
| Penaltis           | 0   | 1   |
| Fueras de juego    | 1   | 3   |
| Posesión del balón | 60% | 40% |

| Alineación inicial |

| 18    | POR   | Stefan Ortega   |       |
| 2     | DEF   | Kyle Walker     | 90+5' |
| 3     | DEF   | Rúben Dias      |       |
| 25    | DEF   | Manuel Akanji   |       |
| 5     | MED   | John Stones     |       |
| 16    | MED   | Rodri           |       |
| 17    | MED   | Kevin De Bruyne | 76'   |
| 8     | MED   | İlkay Gündoğan  |       |
| 20    | DEL   | Bernardo Silva  |       |
| 10    | DEL   | Jack Grealish   | 89'   |
| 9     | DEL   | Erling Haaland  |       |
| D. T. | D. T. | Pep Guardiola   |       |

| 1     | POR   | David de Gea      |     |
| 29    | DEF   | Aaron Wan-Bissaka |     |
| 19    | DEF   | Raphaël Varane    |     |
| 2     | DEF   | Victor Lindelöf   | 83' |
| 23    | DEF   | Luke Shaw         |     |
| 18    | MED   | Casemiro          |     |
| 17    | MED   | Fred              |     |
| 8     | MED   | Bruno Fernandes   |     |
| 25    | MED   | Jadon Sancho      | 78' |
| 14    | MED   | Christian Eriksen | 62' |
| 10    | DEL   | Marcus Rashford   |     |
| D. T. | D. T. | Erik ten Hag      |     |

| 47 | Centrocampista | Phil Foden      | 76'   |
| 6  | Defensa        | Nathan Aké      | 89'   |
| 14 | Defensa        | Aymeric Laporte | 90+5' |

| 49 | Delantero      | Alejandro Garnacho | 62' |
| 27 | Delantero      | Wout Weghorst      | 78' |
| 39 | Centrocampista | Scott McTominay    | 83' |

| 1' · 51' | İlkay Gündoğan | 1:0 2:1 |

| 33' | Bruno Fernandes | 1:1 |

| 81' · 90' | Stefan Ortega Rodri |

| 45+4' · 79' | Aaron Wan-Bissaka Fred |

| Principal  | Paul Tierney |
| Asistentes | Neil Davies  |
|            | Scott Ledger |
| Cuarto     | Peter Bankes |

| VAR            | David Coote |
| Asistentes VAR | Simon Long  |

|                    |     |     |
| Tiros              | 11  | 13  |
| Tiros a puerta     | 5   | 3   |
| Faltas             | 12  | 11  |
| Saques de esquina  | 3   | 3   |
| Penaltis           | 0   | 1   |
| Fueras de juego    | 1   | 3   |
| Posesión del balón | 60% | 40% |

| Alineación inicial |

| 18    | POR   | Stefan Ortega   |       |
| 2     | DEF   | Kyle Walker     | 90+5' |
| 3     | DEF   | Rúben Dias      |       |
| 25    | DEF   | Manuel Akanji   |       |
| 5     | MED   | John Stones     |       |
| 16    | MED   | Rodri           |       |
| 17    | MED   | Kevin De Bruyne | 76'   |
| 8     | MED   | İlkay Gündoğan  |       |
| 20    | DEL   | Bernardo Silva  |       |
| 10    | DEL   | Jack Grealish   | 89'   |
| 9     | DEL   | Erling Haaland  |       |
| D. T. | D. T. | Pep Guardiola   |       |

| 1     | POR   | David de Gea      |     |
| 29    | DEF   | Aaron Wan-Bissaka |     |
| 19    | DEF   | Raphaël Varane    |     |
| 2     | DEF   | Victor Lindelöf   | 83' |
| 23    | DEF   | Luke Shaw         |     |
| 18    | MED   | Casemiro          |     |
| 17    | MED   | Fred              |     |
| 8     | MED   | Bruno Fernandes   |     |
| 25    | MED   | Jadon Sancho      | 78' |
| 14    | MED   | Christian Eriksen | 62' |
| 10    | DEL   | Marcus Rashford   |     |
| D. T. | D. T. | Erik ten Hag      |     |

| 47 | Centrocampista | Phil Foden      | 76'   |
| 6  | Defensa        | Nathan Aké      | 89'   |
| 14 | Defensa        | Aymeric Laporte | 90+5' |

| 49 | Delantero      | Alejandro Garnacho | 62' |
| 27 | Delantero      | Wout Weghorst      | 78' |
| 39 | Centrocampista | Scott McTominay    | 83' |

| 1' · 51' | İlkay Gündoğan | 1:0 2:1 |

| 33' | Bruno Fernandes | 1:1 |

| 81' · 90' | Stefan Ortega Rodri |

| 45+4' · 79' | Aaron Wan-Bissaka Fred |

| Principal  | Paul Tierney |
| Asistentes | Neil Davies  |
|            | Scott Ledger |
| Cuarto     | Peter Bankes |

| VAR            | David Coote |
| Asistentes VAR | Simon Long  |

|                    |     |     |
| Tiros              | 11  | 13  |
| Tiros a puerta     | 5   | 3   |
| Faltas             | 12  | 11  |
| Saques de esquina  | 3   | 3   |
| Penaltis           | 0   | 1   |
| Fueras de juego    | 1   | 3   |
| Posesión del balón | 60% | 40% |

| Alineación inicial |

| 18    | POR   | Stefan Ortega   |       |
| 2     | DEF   | Kyle Walker     | 90+5' |
| 3     | DEF   | Rúben Dias      |       |
| 25    | DEF   | Manuel Akanji   |       |
| 5     | MED   | John Stones     |       |
| 16    | MED   | Rodri           |       |
| 17    | MED   | Kevin De Bruyne | 76'   |
| 8     | MED   | İlkay Gündoğan  |       |
| 20    | DEL   | Bernardo Silva  |       |
| 10    | DEL   | Jack Grealish   | 89'   |
| 9     | DEL   | Erling Haaland  |       |
| D. T. | D. T. | Pep Guardiola   |       |

| 1     | POR   | David de Gea      |     |
| 29    | DEF   | Aaron Wan-Bissaka |     |
| 19    | DEF   | Raphaël Varane    |     |
| 2     | DEF   | Victor Lindelöf   | 83' |
| 23    | DEF   | Luke Shaw         |     |
| 18    | MED   | Casemiro          |     |
| 17    | MED   | Fred              |     |
| 8     | MED   | Bruno Fernandes   |     |
| 25    | MED   | Jadon Sancho      | 78' |
| 14    | MED   | Christian Eriksen | 62' |
| 10    | DEL   | Marcus Rashford   |     |
| D. T. | D. T. | Erik ten Hag      |     |

| 47 | Centrocampista | Phil Foden      | 76'   |
| 6  | Defensa        | Nathan Aké      | 89'   |
| 14 | Defensa        | Aymeric Laporte | 90+5' |

| 49 | Delantero      | Alejandro Garnacho | 62' |
| 27 | Delantero      | Wout Weghorst      | 78' |
| 39 | Centrocampista | Scott McTominay    | 83' |

| 1' · 51' | İlkay Gündoğan | 1:0 2:1 |

| 33' | Bruno Fernandes | 1:1 |

| 81' · 90' | Stefan Ortega Rodri |

| 45+4' · 79' | Aaron Wan-Bissaka Fred |

| Principal  | Paul Tierney |
| Asistentes | Neil Davies  |
|            | Scott Ledger |
| Cuarto     | Peter Bankes |

| VAR            | David Coote |
| Asistentes VAR | Simon Long  |

|                    |     |     |
| Tiros              | 11  | 13  |
| Tiros a puerta     | 5   | 3   |
| Faltas             | 12  | 11  |
| Saques de esquina  | 3   | 3   |
| Penaltis           | 0   | 1   |
| Fueras de juego    | 1   | 3   |
| Posesión del balón | 60% | 40% |

| Alineación inicial |

|                       |
| Campeón               |
| Bandera de Inglaterra |
| Manchester City F. C. |
| 7.° título            |